# Бруно Блашковић
Бруно Блашковић (хрв. Bruno Blašković; Водњан, 2. август 1998) хрватски је пливач чија ужа специјалност су спринтерске трке слободним и делфин стилом. 

## Спортска каријера
Блашковић је дебитовао на међународној пливачкој сцени као јуниор током 2015, а прва велика такмичења на којима је учествовао су биле Европске игре у Бакуу (6. на 50 делфин и 7. место на 50 слободно) и Светско јуниорско првенство у Сингапуру (5. место на 50 метара делфин стилом). Успешну јуниорску каријеру завршио је освајањем сребрне медаље у трци на 50 метара слободним стилом у мађарском Ходмезевашархељу 2016. године. 
Захваљујући спортској стипендији одлази на студије у Сједињене Државе, на Универзитет Индијане у Блумингтону, где паралелно са студирањем плива за универзитетски пливачки тим. 
Прво велико сениорско пливачко такмичење на коме је учествовао је било Европско првенство у Глазгову 2018, где је успео да се пласира у финале трке на 100 метара слободним стилом (заузео осмо место). 
На светским првенствима у великим базенима је дебитовао у корејском Квангџуу 2019. где је наступио у три трке. Пливао је у квалификационим тркама на 50 слободно (33. место), 100 слободно (27. место) и у штафети 4×100 мешовито (19. место).